# Municipio de Williamsboro
El municipio de Williamsboro (en inglés: Williamsboro Township) es un municipio ubicado en el  condado de Vance en el estado estadounidense de Carolina del Norte. En el año 2010 tenía una población de 3.332 habitantes.

## Geografía
El municipio de Williamsboro se encuentra ubicado en las coordenadas 36°25′45.52″N 78°27′5.99″O / 36.4293111, -78.4516639.